# Plaque à vent
En montagne, la plaque à vent est une étendue de neige amassée en cohésion par le vent dans une zone abritée au-delà d'une rupture de pente ou au voisinage d'une crête. La plaque à vent est parfois impliquée dans le déclenchement d'une avalanche dite alors de plaque.

## Création des plaques
Lorsqu'il y a suffisamment de neige légère et peu cohésive ainsi que suffisamment de vent, la neige est transportée depuis les versants exposés au vent (là où le vent accélère) vers les versants abrités du vent (rupture de pente, voisinage de crête : là où le vent ralentit) et s'y amasse avec de la cohésion.
Une légère brise de l'ordre de 20 km/h suffit pour former en quelques heures une accumulation de plus de 20 centimètres d'épaisseur. Le vent continuant à souffler ou augmentant la puissance de son souffle, l'accumulation peut vite devenir encore plus importante et dangereuse, car la neige soufflée acquiert des qualités particulières, notamment de cohésion par frittage, ce qui génère rapidement une plaque de neige propice au déclenchement d'une avalanche, pour peu qu'une couche fragile sous-jacente existe.

## Repérage des plaques
Indépendamment d'une bonne connaissance des lieux, des indices géographiques ou naturels permettent de craindre la présence de telles accumulations, comme la présence de corniches sur une arête ou de vaguelettes de neige durcie sur les versants exposés au vent, ou un dépôt de neige anormalement important sur le côté des arbres.
Il importe alors d'éviter les zones propices aux accumulations, particulièrement les creux bien garnis en neige ; on préfèrera circuler sur les croupes dégarnies, dans ce genre de conditions. Les pentes les plus propices au départ d'une avalanche sont celles comprises entre 30 et 45 degrés, soit à peu près 80 % des pentes empruntées par les skieurs ou les raquetteurs.

## Rupture des plaques
La rupture de la plaque à vent peut être naturelle, spontanée, lorsque trop de chutes de neige fraîche s'accumulent sur une strate plus ancienne du manteau neigeux, ou provoquée, lorsqu'un ou plusieurs skieurs, surfeurs ou raquetteurs traversent une zone homogène en se suivant les uns derrière les autres, créant ainsi une forte surcharge ponctuelle qui cause une rupture de la couche fragile sous-jacente ; si cette rupture ponctuelle arrive à se propager, elle rompt l'équilibre du manteau neigeux, parfois sur de très grandes étendues (déclenchements à distance).
Le fait de passer un par un dans de telles conditions n'est pas une garantie de non-déclenchement, mais permet au moins que seul un membre de l'équipe soit emporté, laissant les autres disponibles pour le secourir.
Dans la plupart des cas, la plaque elle-même n'est pas seule en cause, et il existe également une couche fragile sous-jacente qui a pu propager la rupture sous la plaque. Cette couche fragile est formée de neige à faible cohésion, par exemple :
- neige à faces planes ou en gobelet, dite aussi givre de profondeur,
- givre de surface,
- grésil (ou aussi neige roulée)...

Chaque année des centaines de personnes se laissent prendre à ce piège qui peut s'avérer mortel pour bon nombre d'entre eux (plusieurs dizaines de morts par an en France).

### Cause du premier accident mortel sur le mont Blanc
Le premier accident mortel sur le mont Blanc a eu lieu en 1820, lors de la dixième ascension. Cette expédition a été rapportée par Alexandre Dumas qui en a recueilli le récit détaillé auprès du guide Marie Coutet rescapé de l'expédition : les clients étaient le colonel britannique Joseph Anderson et le docteur Joseph Hamel, météorologue de l'empereur de Russie. Après deux nuits et une journée passées aux Grands-Mulets, les clients exigent de monter au sommet malgré une météo défavorable et les guides n'osent pas leur refuser. L'équipée progresse dans de la neige fraîche qui leur monte aux genoux. En fait, se suivant les uns derrière les autres, leur sillon finit par déclencher une avalanche de plaque qui les emporte. Trois des guides ensevelis ne purent être retrouvés.